# Georges Lacombe
Georges Lacombe (Ortese, 1879-París, 1947) fue un lingüista y filólogo vascofrancés.
Fue un euskaltzale, miembro del movimiento cultural impulsado por la Sociedad de Estudios Vascos.

## Biografía
De familia vascofrancesa por parte de madre y vascohablante, en 1900 dejó su pueblo natal, para establecerse en París, la capital de su país y realizar en la Universidad de la Sorbona sus estudios de filología. Junto con Julio Urquijo fundó la Revista Internacional de Estudios Vascos (RIEV) que elevó la investigación del vascuence a un cierto nivel científico. Fue secretario de esta revista, encabezó la institución Eskualtzaleen Biltzarra y en 1922 participó en la tercera Junta de la Sociedad de Estudios Vascos.
Realizó distintos trabajos acerca del vascuence y la literatura en vascuence, siendo autor de más de 150 libros, debiéndosele a él que se recuperaran muchos datos biográficos acerca de autores. Fue miembro de la Real Academia de la Lengua Vasca de 1912 en adelante.